# Järpen
Järpen est une localité de Suède située dans la commune d'Åre du comté de Jämtland. Elle couvre une superficie de 2,17 km2. En 2010, elle compte 1 408 habitants.